# كتاب تشين
كتاب تشين أو تشين شو هو التاريخ الرسمي لسلالة تشن الجنوبية، إحدى السلالات الجنوبية في الصين. يُعد مؤلف وكاتب كتاب تشين جزءًا من الروايات الرسمية الأربعة والعشرين لتاريخ الإمبراطورية الصينية. جُمع الكتاب من مؤرخ سلالة تانغ ياو سيليان واكتمل في عام 636 بعد الميلاد (السنة العاشرة من تشنغوان ). تشين شو ولذلك يعتبر هذا الكتاب هو كتاب عن تاريخ السيرة الذاتية ويتألف من ستة وثلاثين مجلدًا، ويسجل الحقائق التاريخية عن 33 عامًا منذ انضمام تشين باكسيان ( الإمبراطور وو لتشن ) إلى اخر إمبراطور من هذه السلالة العريقة في تشين شوبو ( إمبراطور هوزو من تشين ).